# بوستان آزادی (شیراز)
بوستان آزادی یا بوستان شهر، نام یکی از قدیمی‌ترین بوستان‌های کلانشهر شیراز، است که در سال ۱۳۴۵ در زمینی به وسعت بیش از ۲۱هکتار یا ۲۱۰هزار مترمربع در شمال شهر ساخته شد. این بوستان به عنوان بزرگترین مرکز بوستان پس از بوستان ۵۰ هکتاری مادر و باغ جنت کلانشهر شیراز شناخته می‌شود. 

## امکانات
این بوستان دارای امکاناتی چون تالار اجتماعات، مجتمع فرهنگی مذهبی، نمازخانه، خانه فرهنگ، تالار نمایش، شهربازی، غرفه‌های خوراکی، لانه پرندگان، دریاچه مصنوعی و آب‌نماهای زیبا می‌باشد. اکنون دارای پارک نور است.

## وسایل بازی
وسایل بازی این بوستان شامل ترن هوایی، چرخ و فلک و..... مجهز بود که در سال ۱۳۹۹ همه وسایل بازی به دلایل نامعلوم جمع آوری شد، همچنین این پارک دارای دریاچه مصنوعی با قابلیت قایقرانی بود که به دلیل تعمیرات و ساخت آب نمای بزرگ در دسترس نیست.

## موقعیت
بوستان آزادی از شرق به خیابان سمیه، از غرب به میدان گاز و از شمال به بلوار قدس و از جنوب به خیابان مشکین‌فام محدود می‌شود.

## نگارخانه

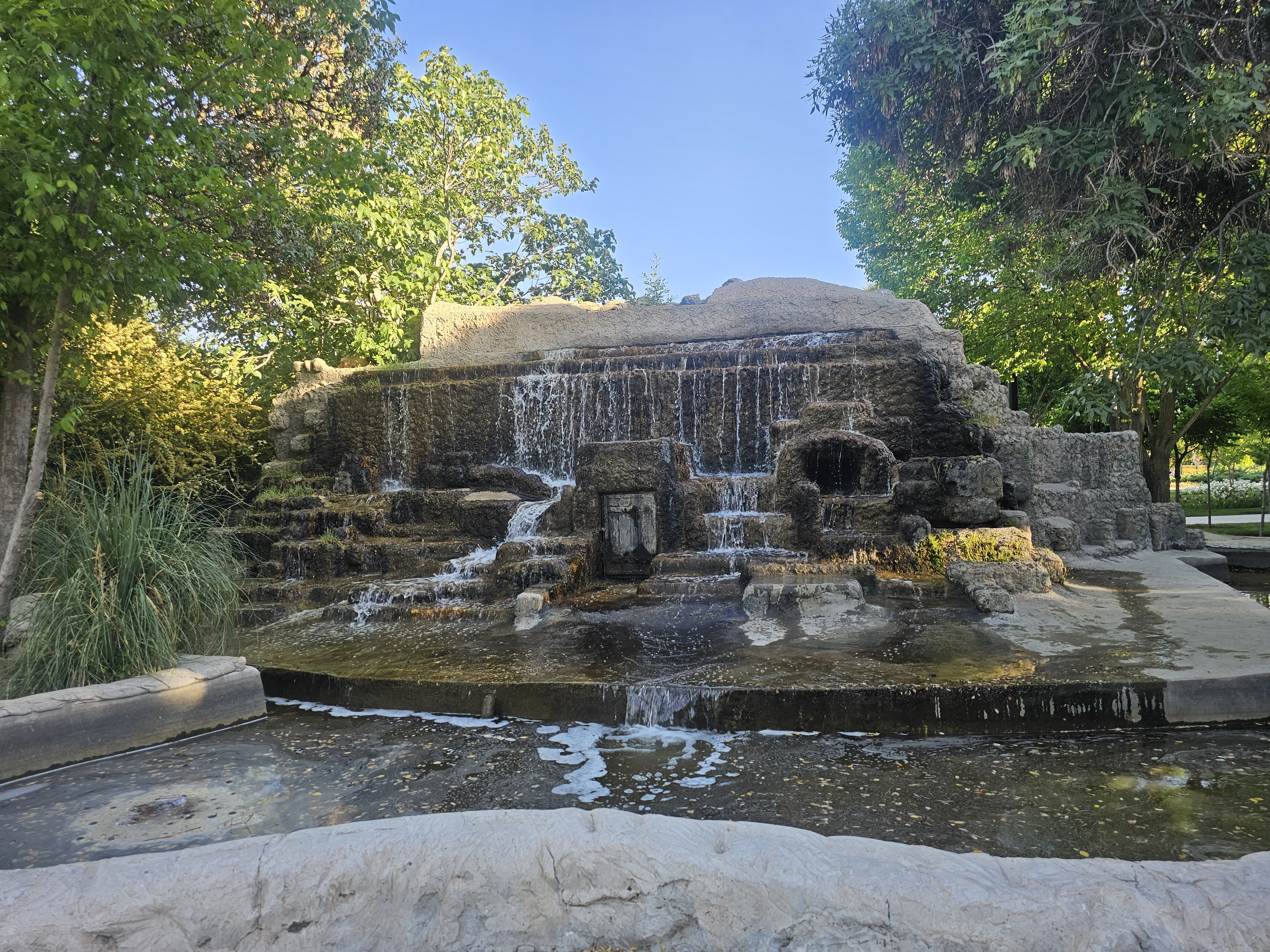
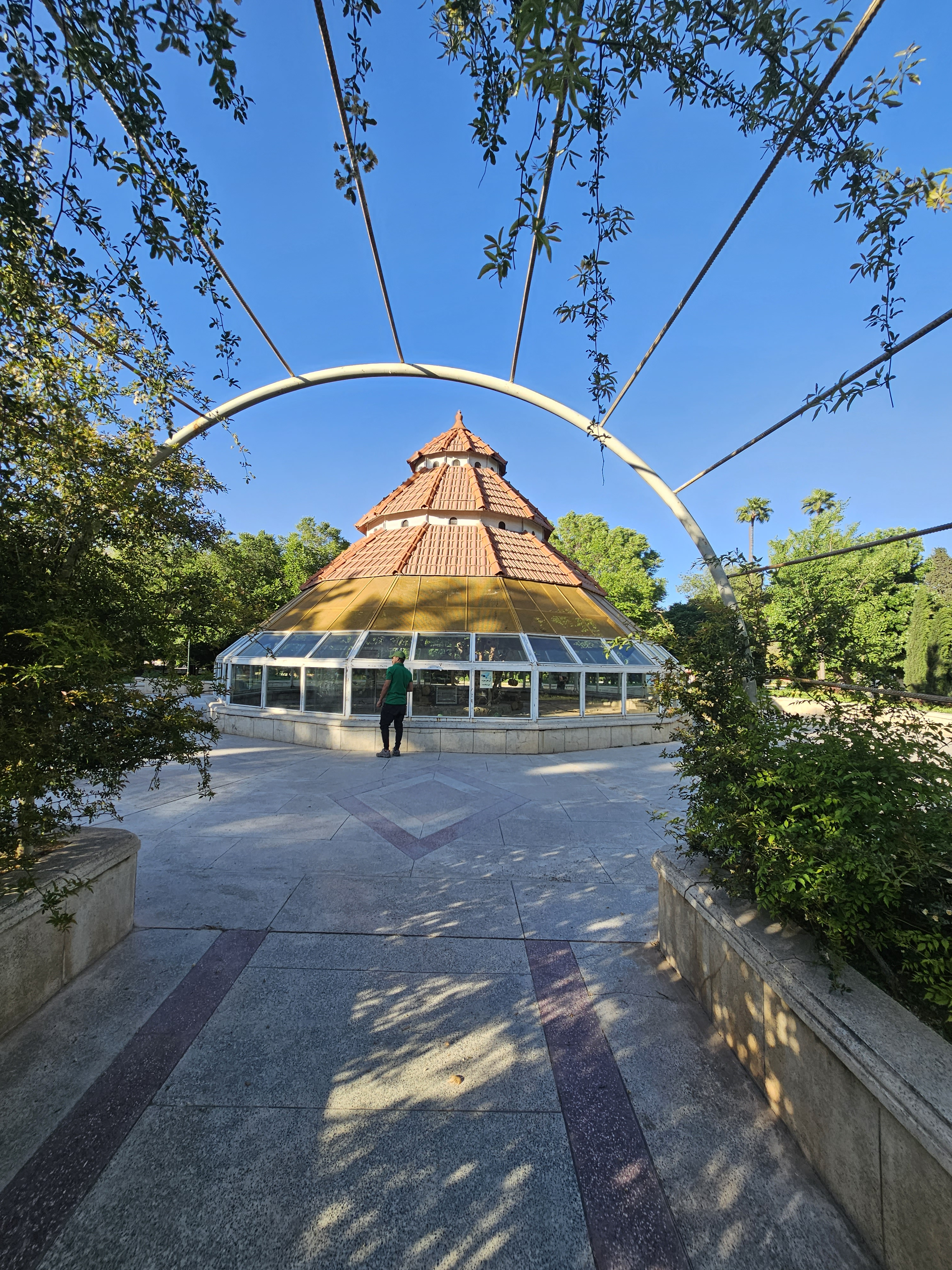
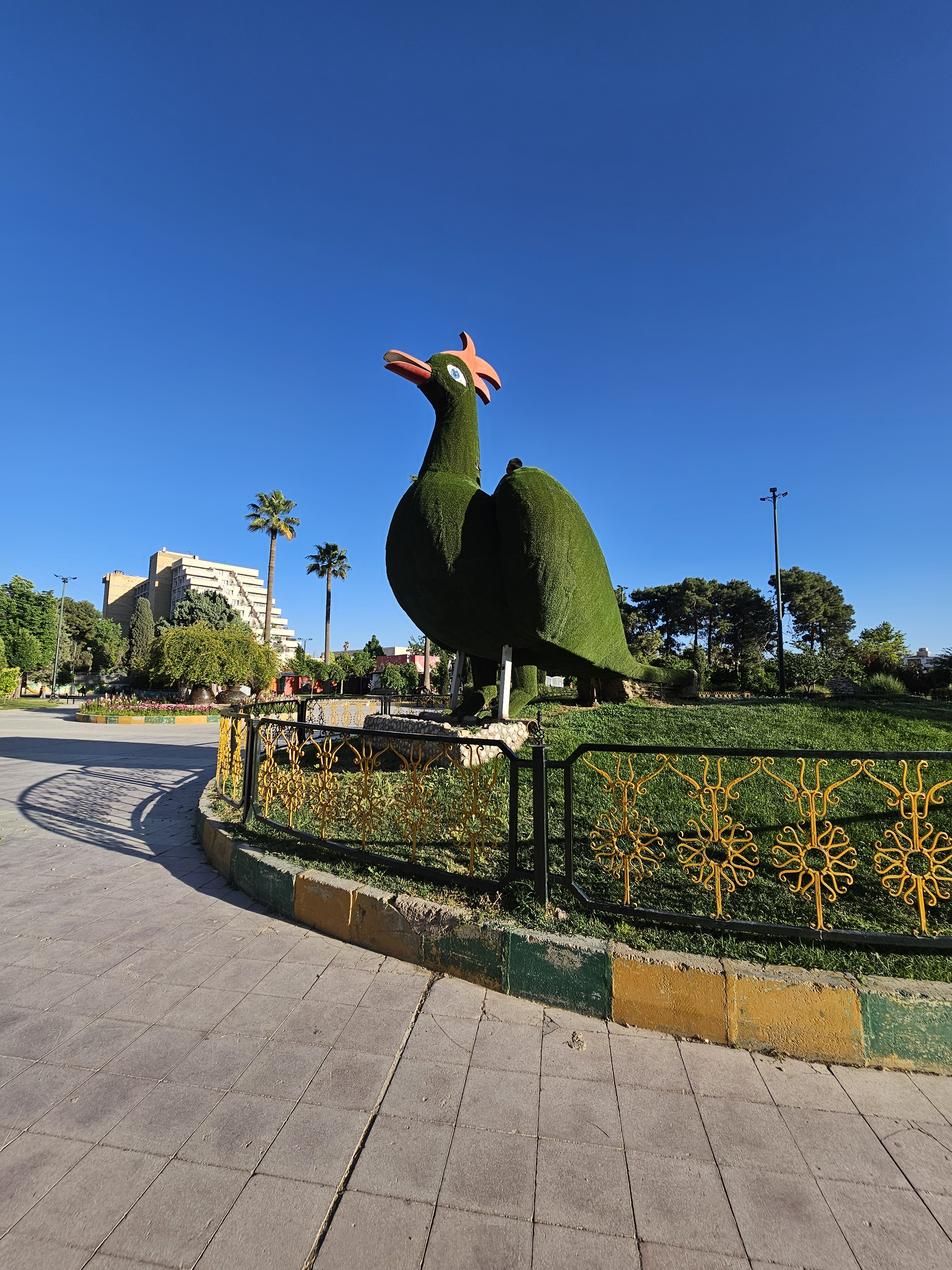
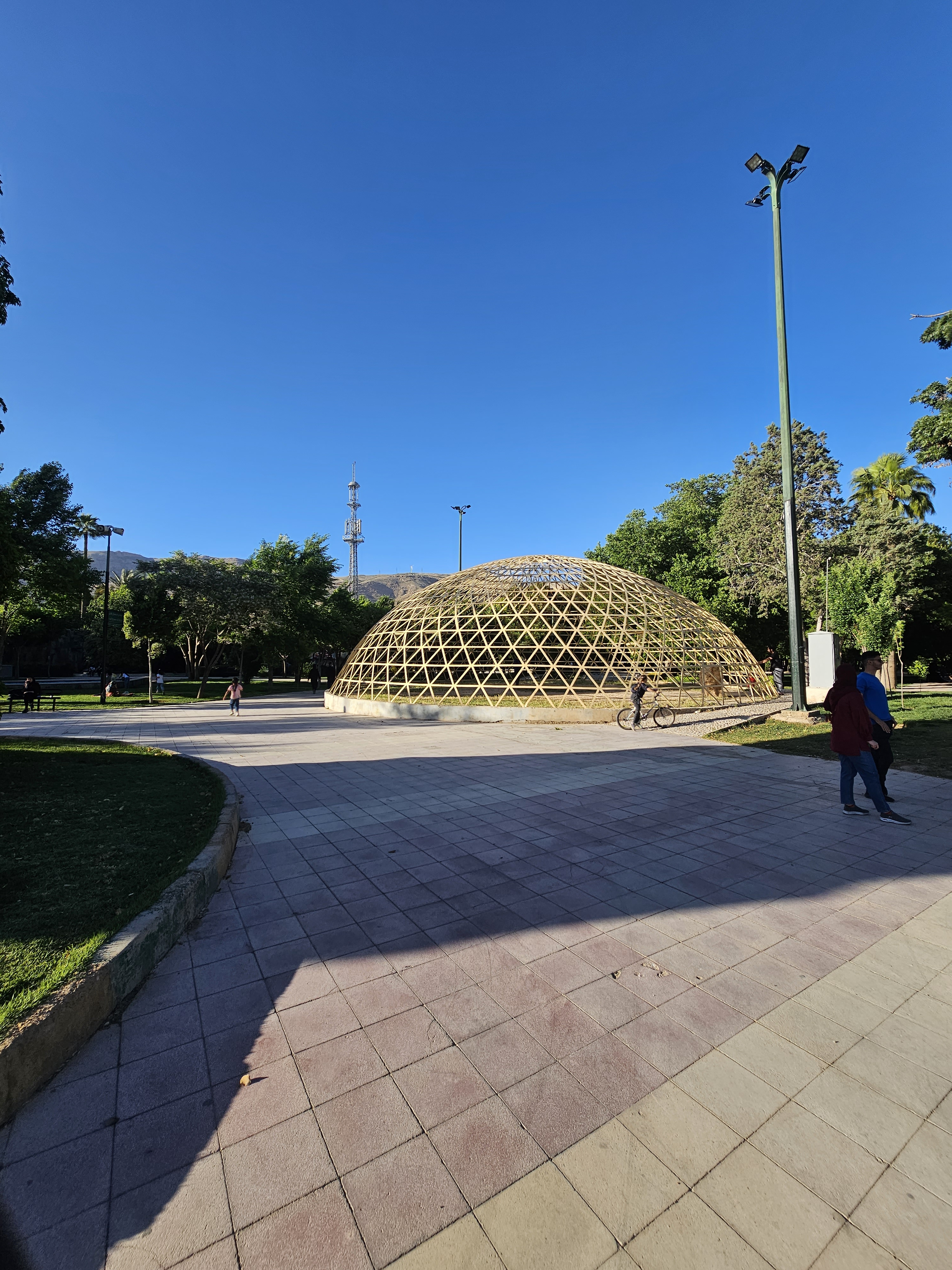
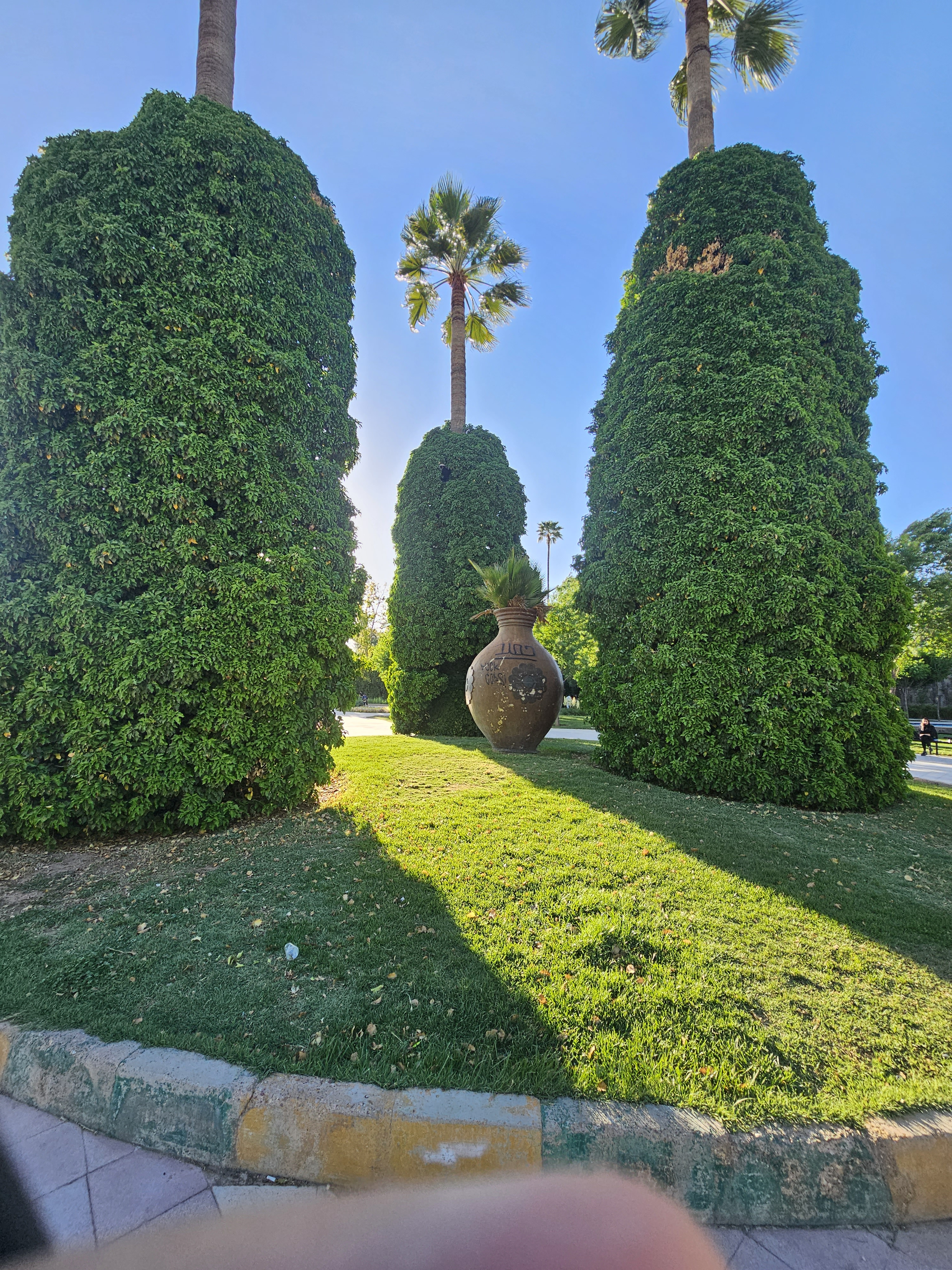
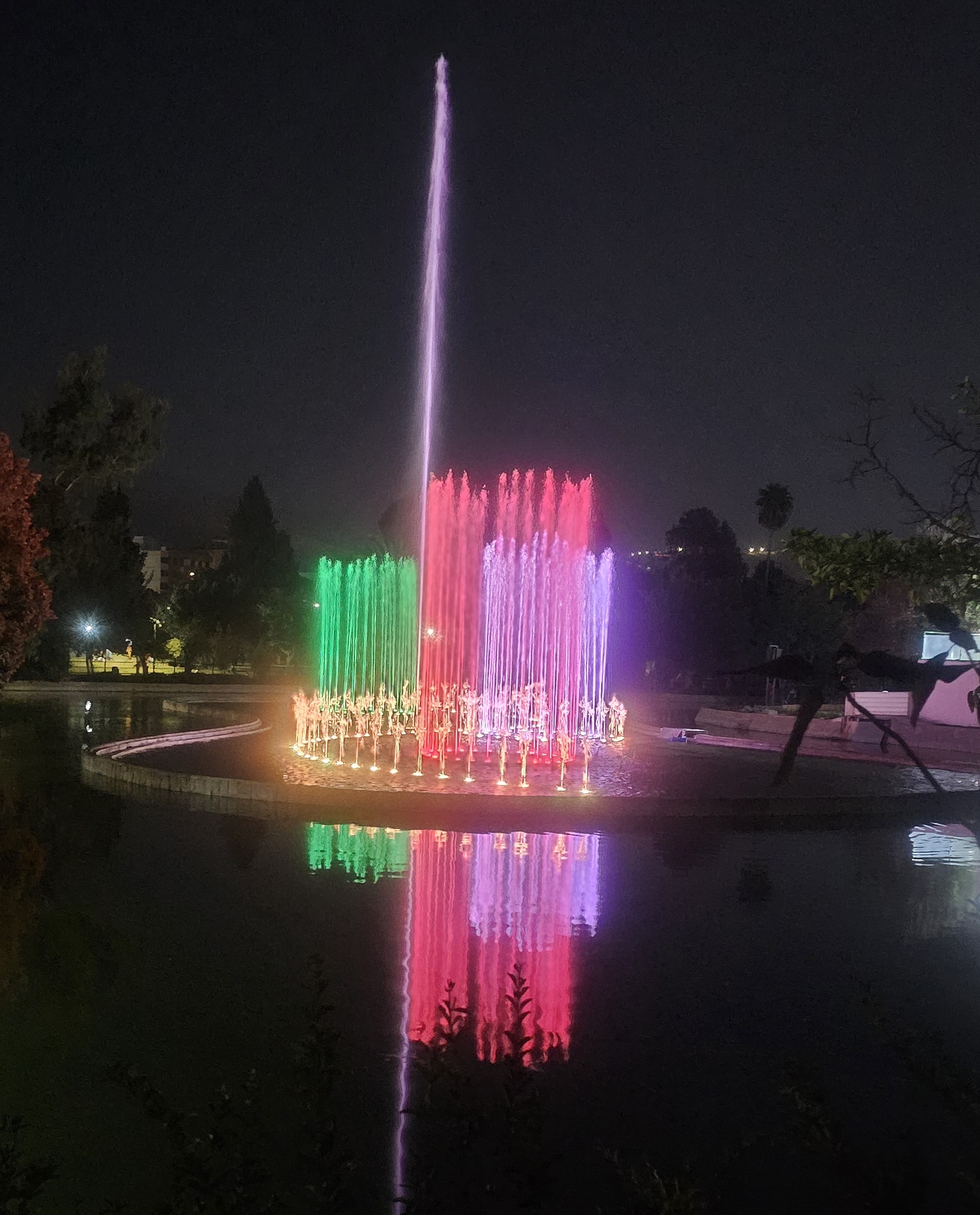
آب‌نمای موزیکال پارک آزادی شیراز